# 823 Gruziński Batalion Piechoty
823 Gruziński Batalion Piechoty (niem. Georgische Infanterie Bataillon 823) – oddział wojskowy Wehrmachtu złożony z Gruzinów podczas II wojny światowej.

## Historia
Batalion został sformowany 26 czerwca 1943 r. w Kruszynie koło Radomia jako Kampf-Bataillon. Wchodził formalnie w skład Legionu Gruzińskiego. Na jego czele stanął kpt. Schmidt, a następnie kpt. Müller. Otrzymał nieoficjalną nazwę 823 Gruzińskiego Batalionu Piechoty „Szota Rustaweli”. W październiku 1943 r. przeniesiono go do okupowanej północnej Francji. Podlegał 7 Armii. Od 19 kwietnia 1945 r. stacjonował na brytyjskiej wyspie Guernsey w składzie 319 Dywizji Piechoty jako IV batalion 583 Pułku Grenadierów.